# Liste der Naturdenkmale in Isenburg (Westerwald)
Die Liste der Naturdenkmale in Isenburg nennt die im Gemeindegebiet von Isenburg ausgewiesenen Naturdenkmale (Stand 9. Oktober 2013).

## Naturdenkmale
| Nr.         | Bezeichnung | Lage                                              | Beschreibung                                            | Bild            |
| ----------- | ----------- | ------------------------------------------------- | ------------------------------------------------------- | --------------- |
| ND-7138-400 | Rabentisch  | westlich des Ortes; Abteilung Am Neuwegsberg Lage | Felsenformation; flächenhaftes Naturdenkmal, ca. 0,2 ha | Fotos hochladen |